# O Mecanismo
O Mecanismo è una serie televisiva brasiliana di genere drammatico politico. La serie è liberamente ispirata alle investigazioni dell’operazione Lava Jato.

## Trama
Marco Ruffo, è il delegato della Polizia Federale ossessionato dal caso che sta indagando. Quando meno se lo aspetta, lui e il suo apprendista, Verena Cardoni, sono già immersi in una delle più grandi indagini di diversione e riciclaggio di denaro nella storia brasiliana. La proporzione è così grande che il corso delle indagini cambia completamente la vita di tutti i soggetti coinvolti.

## Episodi
| Stagione         | Episodi | Pubblicazione Brasile | Pubblicazione Italia |
| ---------------- | ------- | --------------------- | -------------------- |
| Prima stagione   | 8       | 2018                  | 2018                 |
| Seconda stagione | 8       | 2019                  | 2019                 |

## Produzione
Creata da José Padilha e Elena Soarez, la serie è diretta da Padilha, Felipe Prado e Marcos Prado ed è stata scritta da Elena Soarez. La trama tratta della cosiddetta Operação Lava Jato, una task force di polizia che ha scoperto uno schema di corruzione molto diffusa che coinvolge il governo brasiliano e diverse importanti società di ingegneria. La serie ha debuttato con tutti gli 8 episodi della prima stagione il 23 marzo 2018 in tutto il mondo su Netflix.
E invece la seconda stagione  sempre composta da 8 episodi è disponibile dal 10 maggio 2019 in tutto il mondo su Netflix.